# Clarias stappersii
Clarias stappersii es una especie de pez de la familia Clariidae en el orden de los Siluriformes.

## Morfología
Los machos pueden llegar alcanzar los 41 cm de longitud  total.

## Distribución geográfica
Se encuentran en África.